# كارولين ميتشيل
كارولين ميتشيل هي مبارزة بالسيف كندية، ولدت في 28 يونيو 1958 في مدينة كيبك في كندا.

## وصلات خارجية
- كارولين ميتشيل على موقع اللجنة الأولمبية الدولية (الإنجليزية)
- كارولين ميتشيل على موقع أوليمبيديا (الإنجليزية)
- كارولين ميتشيل على موقع اللجنة الأولمبية الكندية (الإنجليزية)